# 党卫队长期服役奖章

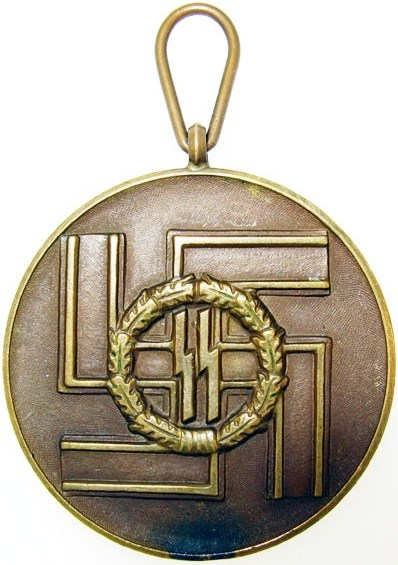
党卫队长期服役奖章

党卫队长期服役奖章（德語：SS-Dienstauszeichnungen）是奖励为党卫队长期服役者的奖章，共有四个级别：4年、8年、12年、25年。4年和8年级别的奖章为圆形，12和25年级别的奖章为卐字形。该奖章的设计者是慕尼黑的教授卡尔·迪比奇（Karl Diebitsch）。希特勒于1938年1月30日设立党卫队长期服役奖章。